# جودي مارتن
إيفا ألين أوفرستيك (بالإنجليزية: Judy Martin)‏ (23 يوليو 1917 - 17 نوفمبر 1951)، والمعروفة باسم جودي مارتن، هي مغنية أمريكية قدمت عروضها من أوائل ثلاثينيات القرن العشرين وحتى أواخر الأربعينيات على برنامج ناشونال بارن دانس الإذاعي في شيكاغو. كانت الزوجة الثانية للمغني ريد فولي.

## بدايات حياتها
ولدت إيفا في ديكاتور، إلينوي، وهي الثالثة من بين ستة أطفال. بدأت تعني في سن الثانية عشرة مع أخواتها عندما رتب والدها لها ولشقيقتيها فقرات للغناء لصالح جيش الخلاص في زوايا الشوارع في ديكاتور، ولم يمض وقت طويل حتى بدأن يغنين في محطات الراديو المحلية.

## الاحتراف
في خريف عام 1931، قام الأب «هيرشل أوفرستيك» بأخذ بناته الثلاث إلى شيكاغو لأداء اختبار في محطة WLS الإذاعية. أعجب مدير البرنامج بأدائهم في الاختبار، حيث قام على الفور بإدخالهم في جدول برنامج ناشيونال بارن دانس في السيبت التالي. حققت الفتيات شعبية فورية بين المستمعين وتم التعاقد معهم ليغنوا بشكل منتظم في البرنامج في يناير 1932. أعطت إدارة المحطة اسما للفريق «الخادمات الصغيرات الثلاثة» أو The Three Little Maids وأصبحوا في طريقهم للشهرة.
انتقل «هيرشل أوفرستيك» مع زوجته وأطفاله إلى شيكاغو وأصبح مديرهم. استمرت الفتيات في الغناء والتسجيل وتعرفوا على فنانين آخرين في المجطة، ومنهم ريد فولي الذي تزوجها في عام 1933، بعد ستة أشهر من وفاة زوجته الأولى بولين أثناء الولادة. واصلت الفرقة أداءها وتسجيلها وبحلول عام 1933 كان لديهم برنامج إذاعي يومي خاص على محطة WLS، وجذبوا جمهوراً قوامه 10,000 شخص في معرض شيكاغو العالمي في 13 أكتوبر 1933.
بحلول نهاية عام 1933، تم حل الفريق بعد زواج اثنين من الفتيات واختلاف الأهداف. في هذا الوقت كانت «إيفا» تترقب قدوم طفلها الأول اتحاجت لتقليص عروضها. واصلت «إيفلين» الأداء بشكل منفرد. واصلت «لوسيل» الغناء وكتابة الأغاني ونجحت في ما بعد باسم جيني لو كارسون. لفترة قصيرة، شكلت «إيفا» ثنائيًا مع المغنية «جين هاريس»، كما غنت أيضًا أحيانًا مع شقيقتها «لوسيل» ومع زوجها «ريد فولي». ظلت «إيفا» منتظمة في برنامج ناشيونال بارن دانس حتى عام 1947.

## الحياة الشخصية
تزوجت إيفا أوفرستيك من ريد فولي في 9 أغسطس 1933 وهي بعمر 16 عامًا، وكان «فولي» يكبرها بسبع سنوات. أبقيا على زواجهما سرا لفترة قصيرة. أنجب الزوجان ابنتهما «شيرلي لي فولي» في 24 أبريل 1934. ولدت طفلهتما الثانية، «جولي آن»، في 18 أبريل 1938. وُلدت ابنتهما الثالثة، «جيني لو»، في 30 مايو 1940. تزوجت شيرلي من الممثل والمغني بات بون في عام 1953. بناتهم هي «شيريل لين» و«ليندا لي» و«لورا جين» ومغنية موسيقى الكانتري والغوسبل «ديبي بون».

## الموت
في يوم السبت 17 نوفمبر 1951، توفيت إيفا فولي عن عمر 34 عامًا في منزلها في ناشفيل بسبب جرعة زائدة من الحبوب المنومة. تركت رسالة تشرح أسباب انتحارها، ولكن لم يتم نشر الرسالة على الملأ حتى الآن.

## وصلات خارجية
- جودي مارتن على موقع ميوزك برينز (الإنجليزية)
- جودي مارتن على موقع أول ميوزيك (الإنجليزية)
- جودي مارتن على موقع ديسكوغز (الإنجليزية)